# Fritz Wunderlich
Fritz Wunderlich (Kusel, Renania-Palatinado, Alemania, 26 de septiembre de 1930 - Heidelberg, Alemania, 17 de septiembre de 1966) fue un tenor lírico alemán. Considerado el mejor tenor lírico en el repertorio alemán en la segunda mitad del siglo XX.
Junto con Léopold Simoneau y Nicolai Gedda fue el sucesor de Richard Tauber. Wunderlich descolló como tenor en óperas de Wolfgang Amadeus Mozart, Chaikovski, Richard Strauss y por sus interpretaciones de Oratorio y Lied alemán. En el año 2008 fue votado por la revista de la BBC como el 4.º entre los más grandes tenores de la historia junto a Enrico Caruso, Plácido Domingo y Luciano Pavarotti.(2)

## Biografía
Nacido en una familia modesta de músicos (su madre era violinista y su padre director de coros) que se dedicaban a la hostelería aprendió tocar piano y acordeón para amenizar reuniones. Fue animado por amigos y clientes que lo escuchaban cantar en la panadería donde trabajaba.
En 1950 comenzó a estudiar trompa pero su voz llamó la atención de la maestra ciega Margarethe von Winterfeld en la escuela de música de Friburgo (1951 - 1955), quien lo descubrió como tenor. Formó una orquesta de jazz para pagar sus estudios (gustaba imitar a Louis Armstrong) y comenzó su carrera en la Staatsoper Stuttgart. Debutó en un papel pequeño en Los maestros cantores de Núremberg.  Allí en 1956 tuvo su primer papel principal: Tamino en la flauta mágica, reemplazando al tenor lírico Josef Traxel que fingió enfermar y se había confabulado con el primer reemplazo contratado (Wolfgang Windgassen) para darle la oportunidad. 
Hizo su debut en Salzburgo en el papel del Henry Morosus en Die schweigsame Frau (La mujer silenciosa) de Richard Strauss bajo la dirección de Karl Böhm. En 1960 fue contratado por la Ópera Estatal de Baviera en Múnich - que entonces funcionaba en el Teatro del Príncipe Regente (Prinzregenten Theater) -donde cantó una famosa La traviata junto a Teresa Stratas, Eugenio Oneguin con Sena Jurinac y su gran amigo, el barítono Hermann Prey, y otras operas como Madama Butterfly, La Boheme, Don Giovanni, Giulio Cesare de Händel (junto a Christa Ludwig, Walter Berry, Lucia Popp), etc. 
Su única vez en el continente americano fue en el Teatro Colón de Buenos Aires donde se presentó en 1961 con tres roles, Belmonte en El rapto en el serrallo junto a Renate Hol, Anneliese Rothenberger y Kurt Boehme, Morosus en La mujer silenciosa junto a Holm y Boehme y como el tenor italiano en El caballero de la rosa),(ad honorem) junto a Rothenberger, Boehme y Regine Crespin, siempre dirigido por Heinz Wallberg. 
A partir de la temporada 1962 - 1963 fue miembro en la Ópera Estatal de Viena contratado por Herbert von Karajan. Allí hizo una breve aparición en la recordada producción de Die Frau ohne Schatten (La mujer sin sombra) de Richard Strauss. En 1963 cantó el papel principal en Palestrina de Hans Pfitzner. Cantó en Colonia, Berlín, Hamburgo, Londres, Bruselas, en los festivales de Salzburgo, Aix en Provence, Il Maggio Musicale Fiorentino, las Semanas Bachianas de Ansbach y Edimburgo.
La víspera de su viaje a Estados Unidos, pocos días antes de su planeado debut en la Metropolitan Opera como Don Ottavio en septiembre de 1966, tuvo un trágico accidente (se resbaló cayendo escaleras abajo) en casa de un amigo. Murió el día siguiente. 
Se había casado con la arpista Eva Jungnitsch. Tuvieron tres hijos, Constanze (1957-), Wolfgang (1959-) y Barbara (1964-). En 2006 se editó una película sobre su vida y carrera con "clips" privados nunca visto antes, Fritz Wunderlich: Life and Legend. En 2005 se publicó el libro El fenómeno Fritz Wunderlich de J. Puttkammer.

### Accidente fatal
La prometedora carrera de Wunderlich se vio truncada por un accidente mientras se encontraba disfrutando de unas vacaciones de caza (sus aficiones incluían la caza, las armas y los coches deportivos). Cayó de una escalera en la casa de campo de un amigo en Oberderdingen, cerca de Maulbronn, y murió en la Clínica Universitaria de Heidelberg pocos días antes de su cumpleaños 36, sólo unas semanas antes de su debut en el Metropolitan de Nueva York. Hacía poco le había dicho a su amigo el barítono Hermann Prey: “Los buenos tiempos están por llegar, un cantante no está formado hasta cumplir los 40 años”. Está enterrado en el cementerio Waldfriedhof Munich.

### Legado
Según el crítico Herminio Malagás, Wunderlich fue El tenor que ponía el pensamiento y el corazón en cada nota. Bellísimo timbre de tenor lírico; graves viriles; agudos brillantes, fáciles, directos; gran volumen; larguísimo fiato; emisión libre, sin estrecheces, sin sonidos nasales ni guturales, siempre “horizontal”, que, negando el pasaje, hace sinónimas tesitura y extensión; total dominio de la media voz; control absoluto de los reguladores; articulación impecable de la lengua alemana; fraseo elegante, desprovisto de afectación; agilidades de ejecución perfecta; excepcional versatilidad estilística; prodigioso abanico de matices; estudio riguroso de las partituras, sin ceder jamás a la tentación del lucimiento injustificado; inmediata capacidad de comunicar.(1)
En sus diez años de fulgurante trayectoria hizo 662 registros con un repertorio que abarcó Monteverdi, Gluck, J.S. Bach, Händel, Haydn, Mozart, Rossini, Lehár, Richard Strauss, Mahler, Smetana, Lortzing, Schubert, Schumann, Beethoven, Chaikovsky, Verdi, Puccini, Wagner, Pfitzner y otros. Su colaboración con el pianista Hubert Giesen a partir de 1962 dio como fruto algunas de las grabaciones de Lied más bellas de la historia de la discografía. Su Tamino de La flauta mágica, su Belmonte en El rapto en el serrallo y su intervención en Das Lied von der Erde de Mahler así como sus versiones de Dichterliebe de Schumann y La bella molinera de Schubert se consideran incomparables así como también su versión de la canción Granada (en alemán).

## Repertorio
En su carrera destacó en los siguientes papeles:
- Mozart: Belmonte (El rapto en el Serrallo), Tamino (La flauta mágica) y Don Ottavio (Don Giovanni)

- Rossini: Almaviva (El barbero de Sevilla)

- Pfitzner: Palestrina (Palestrina)

- Wagner: Timonel (El holandés errante), Walther von der Vogelweide (Tannhäuser)

- Strauss: Henry Morosus (Die schweigsame Frau), Leukippos (Daphne).

- Verdi: Alfredo (La Traviata), Duque de Mantua (Rigoletto)

- Puccini: Rodolfo (La bohème), Pinkerton (Madame Butterfly)

- Berg: Andrés (Wozzeck)

- Chaikovski: Lensky (Eugene Onegin)

## Discografía principal
Grabaciones completas de óperas
- 1955 - Monteverdi: L'OrfeoL'Orfeo - Fritz Wunderlich (Apollo/Pastore II/Spirito I), Helmut Krebs, Hanni Mack-Cosack, Margot Guilleaume, August Wenzinger
- 1956 - Mozart: Zaide, Maria Stader, Fritz Wunderlich, Petre Munteanu; RSO Stuttgart, Alfons Rischner, OPERA D’ORO 2007
- 1956 - Carl Orff: Antigona, Fritz Wunderlich (Thebanischer Alter), Martha Mödl, Hermann Uhde, Josef Traxel, Ferdinand Leitner
- 1959 - G. F. Handel: AlcinaAlcina. Joan Sutherland, Capella Coloniensis, Ferdinand Leitner.
- 1959 - Schmidt: Das Buch mit sieben Siegeln, Fritz Wunderlich, Hilde Güden, Ira Malaniuk, Anton Dermota, Walter Berry; Dimitri Mitropoulos
- 1959 - Carl Orff: Ödipus der Tyrann, Gerhard Stolze, Willi Domgraf-Fassbaender, Hans Baur, Astrid Varnay, Hubert Buchta; Ferdinand Leitner
- 1959 - Richard Strauss: Die schweigsame Frau, Fritz Wunderlich (Henry Morosus), Hans Hotter, Hermann Prey, Hilde Güden, Karl Böhm.
- 1959 - Wagner, Der fliegende Holländer, Fritz Wunderlich (Steuermann), Dietrich Fischer-Dieskau, Gottlob Frick, Marianne Schech, Rudolf Schock, Franz Konwitschny
- 1960 - Mozart: Don Giovanni, Hermann Prey, Elisabeth Grümmer, Edith Mathis, Hildegard Hillebrecht, Franz Crass, Wolfgang Sawallisch.
- 1960 - Wagner: TannhäuserTannhäuser, Franz Konwitschny, Elisabeth Grümmer, Hans Hopf, Dietrich Fischer Dieskau, Version Dresden, (Walther von der Vogelweide)
- 1960 - Friedrich von Flotow: MarthaMartha, Fritz Wunderlich, Anneliese Rothenberger, Hetty Plümacher, Gottlob Frick, Berliner Symphoniker, Berislav Klobucar
- 1963 - Smetana: La novia vendida. Fritz Wunderlich, Pilar Lorengar, Bamberger Symphoniker, Rudolf Kempe.
- 1963 - Werner Egk: Die Verlobung in San Domingo, Fritz Wunderlich, Evelyn Lear, Margarete Bence, Hans Günter Nöcker, Werner Egk
- 1963 - Lortzing: Der Wildschütz, Fritz Wunderlich (Baron Kronthal), Hermann Prey, Gisela Litz, Anneliese Rothenberger, Robert Heger
- 1963 - Otto Nicolai: Die lustigen Weiber von Windsor, Fritz Wunderlich (Fenton), Gottlob Frick, Ruth-Margret Pütz, Gisela Litz, Edith Mathis, Robert Heger
- 1964 - W. A. Mozart: Die Z.auberflöte Evelyn Lear, Dietrich Fischer-Dieskau, Berliner Philharmoniker, Karl Böhm.
- 1964 - Richard Strauss, La mujer sin sombra, Karajan, Rysanek, Thomas, Ludwig, Berry, Hoffmann, Salzburg Festival
- 1964 - R. Strauss, DaphneDaphne, Karl Böhm, Hilde Güden, James King, Paul Schöffler
- 1964 - Pfitzner: PalestrinaPalestrina, Fritz Wunderlich (Palestrina), Gottlob Frick, Walter Berry, Gerhard Stolze, Sena Jurinac, Christa Ludwig, Robert Heger
- 1965 - Gluck, Ifigenia en Tauris, Fritz Wunderlich (Pylades), Sena Jurinac, Hermann Prey, Kieth Engen , Rafael Kubelik, en alemán
- 1965 - Handel, Giulio Cesare, Fritz Wunderlich (Sesto), Walter Berry, Lucia Popp, Christa Ludwig, Ferdinand Leitner, en alemán
- 1965 - Verdi, La traviata, Fritz Wunderlich, Teresa Stratas, Hermann Prey, Brigitte Fassbaender, Giuseppe Patané, Munich
- 1966 - A. Lortzing: Zar und Zimmermann. Bamberger Symphoniker, Hans Gierster (Deutsche Grammophon).
- 1965 - Alban Berg, Wozzeck, Fritz Wunderlich (Andres), Dietrich Fischer-Dieskau, Evelyn Lear, Gerhard Stolze, Karl Böhm
- 1966 - Mozart: Die Entführung aus dem Serail, Erika Köth, Lotte Schädle, Fritz Wunderlich, Friedrich Lenz, Kurt Böhme; Eugen Jochum, 2 CD, DGG
- 1966 - escenas de Eugenio Onegin, Fritz Wunderlich (Lenski), Dietrich Fischer-Dieskau, Evelyn Lear, Brigitte Fassbaender, Martti Talvela, Otto Gerdes

Oratorios y canciones

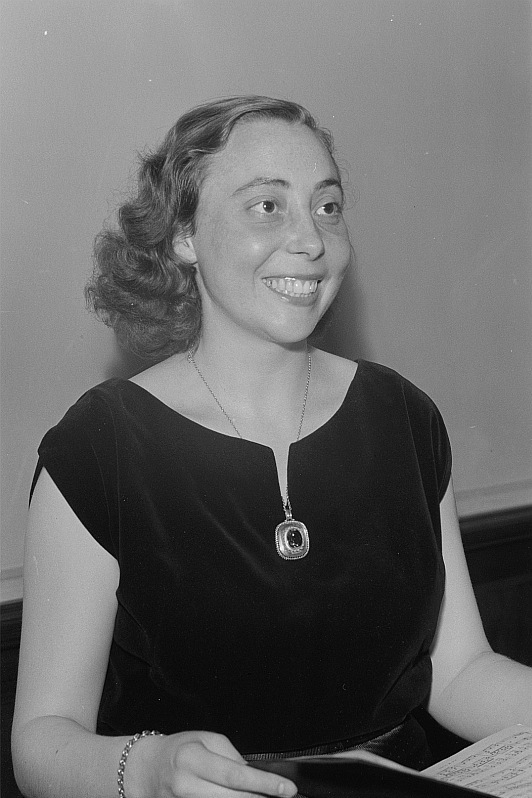
Agnes Giebel en 1953, en el Bachfest Leipzig.

- 1953 - Frank Martin: In terra pax, Fritz Wunderlich, Agnes Giebel, Marga Höffgen, Herbert Brauer, Philharmonisches Orchester Freiburg, Theodor Egel
- 1957 - Mozart: Gran Misa K. 427, Fritz Wunderlich, Agnes Giebel, Valerie Bak, Friedhelm Hessenbruch, RSO Stuttgart, Hans Müller-Kray
- 1959 - Stravinsky: Oedipus Rex, Fritz Wunderlich (Oedipus), Marga Höffgen (Jokaste), Marcel Cordes (Kreon, Bote), Hans Müller-Kray
- 1960 - G. Verdi: Messa da Requiem. Maria Stader, Marga Höffgen, Gottlob Frick, Hans Müller-Krey.
- 1960 - Bruckner: Te Deum, Fritz Wunderlich, Leontyne Price, Hildegard Rössel-Majdan, Walter Berry, Herbert von Karajan
- 1963 - Mozart: Requiem K. 626, Fritz Wunderlich, Wilma Lipp, Hildegard Rössel-Majdan, Kieth Engen, Herbert von Karajan
- 1963 - Händel: Judas Maccabaeus, Fritz Wunderlich (Judas Maccabaeus), Agnes Giebel, RSO Munich, Rafael Kubelik, en alemnán, Herkulesaal
- 1964 - G. Mahler: Das Lied von der Erde'. Christa Ludwig, Otto Klemperer.
- 1964 - G. Mahler: Das Lied von der Erde'. Dietrich Fischer Dieskau, Josef Krips.
- 1965 - Haydn: Die Schöpfung. Wiener Singverein, Wiener philharmoniker, Herbert von Karajan.
- 1965 - J. S. Bach: Oratorio de Navidad. Münchener Bach Chor und Orchester, Karl Richter.
- 1965 - Pfitzner: Cantata "Von Deutscher Seele" Fritz Wunderlich, Agnes Giebel, Hertha Töpper, Otto Wiener, Joseph Keilberth
- 1966 - Beethoven: Missa Solemnis, Fritz Wunderlich, Gundula Janowitz, Christa Ludwig, Walter Berry, Herbert von Karajan
- 1966 - R. Schumann: Dichterliebe. Schubert. Beethoven: Lieder. Fritz Wunderlich, tenor. Hubert Giesen, piano.
- 1966 - F. Schubert: Die schöne Müllerin  3 Lieder. Fritz Wunderlich, tenor. Hubert Giesen, piano.

Operetas
- 1959 - Carl Millöcker: Der Bettelstudent, Fritz Wunderlich (Jan Janicki), Rudolf Schock, Hertha Töpper, Erika Köth, Gustav Neidlinger, Werner Schmidt-Boelcke
- 1960 - Carl Zeller: Der Vogelhändler, Fritz Wunderlich, Antonia Fahberg, Friedrich Lenz, Luise Cramer, Kölner Rundfunkorchester,Franz Marszalek
- 1961 - Franz Lehár: Das Land des Lächelns, Fritz Wunderlich (Sou-Chong), Antonia Fahberg, Luise Cramer, Andre Peysang, Kölner Rundfunkorchester,Franz Marszalek
- 1962 - Emmerich Kálmán: Gräfin Mariza, Fritz Wunderlich, Gretel Hartung, Benno Kusche, Kölner Rundfunkorchester, Franz Marszalek
- 1962 - Leo Fall: Die Rose von Stambul, Fritz Wunderlich, Gretel Hartung, Rita Bartos, Kölner Rundfunkorchester,Franz Marszalek
- 1962 - Johann Strauss II: Der Zigeunerbaron, Fritz Wunderlich (Sandor Barinkay, Kálmán Szupan), Herta Talmar, Heinz Maria Lins, Rolf Wilhelm
- 1963 - Franz Lehár: Der Zarewitsch, Fritz Wunderlich (Zarewitsch), Melitta Muszely, Christine Görner, Carl Michalski

Recitales y recopilaciones
- 2000 - Great Moments of…Fritz Wunderlich. (EMI Classics)
- 2001 - Fritz Wunderlich. Edition (Deutsche Grammophon)
- 2003 - Fritz Wunderlich: Arien und Duette. (Deutsche Grammophon).
- 2003 - Fritz Wunderlich: Der letzte Liederabend – The last recital. Fritz Wunderlich, tenor. Hubert Giesen, piano.
- 2005 - The magic of Fritz Wunderlich. (Deutsche Grammophon, 2 CD + 1 DVD)
- 2005 - Wunderlich. (Artone)

Filmaciones
- Werner Egk: Der Revisor, Schwetzinger Festspiele 1957, Fritz Wunderlich (Bobtschinskij), Gerhard Stolze, Heinz Cramer, RSO Stuttgart, Werner Egk

- Rossini: Der Barbier von Sevilla. BR live video recording. 1959.Fritz Wunderlich (Almaviva), Hermann Prey, Hans Hotter, Erika Köth, Joseph Keilberth
- Chaikovski: Yevgueni Oneguin. 1962. Fritz Wunderlich (Lenski), Hermann Prey (Oneguin), Hertha Töpper (Larina), Ingeborg Bremert (Tatyana), Brigitte Fassbaender (Olga), Joseph Keilberth
- Pergolesi: Der Musikmeister, ORF/Swiss TV, 1963, Fritz Wunderlich (Maestro Lamberto), Graziella Sciutti (Lauretta), Walter Berry (Colagianni), Hans Swarowsky
- Strauss: Daphne, 1964. Fritz Wunderlich (Leukippos), James King (Apollo), Stefania Woytowicz (Daphne), Gottlob Frick (Peneios), Hertha Töpper (Gaea), RSO Munich, Joseph Keilberth